# Martaizé
Martaizé és un municipi francès situat al departament de la Viena i a la regió de la Nova Aquitània. L'any 2007 tenia 371 habitants.

## Demografia

### Població
El 2007 la població de fet de Martaizé era de 371 persones. Hi havia 172 famílies de les quals 52 eren unipersonals (24 homes vivint sols i 28 dones vivint soles), 64 parelles sense fills, 48 parelles amb fills i 8 famílies monoparentals amb fills.
La població ha evolucionat segons el següent gràfic:
Habitants censats

### Habitatges
El 2007 hi havia 222 habitatges, 167 eren l'habitatge principal de la família, 39 eren segones residències i 15 estaven desocupats. 208 eren cases i 14 eren apartaments. Dels 167 habitatges principals, 139 estaven ocupats pels seus propietaris, 24 estaven llogats i ocupats pels llogaters i 5 estaven cedits a títol gratuït; 2 tenien una cambra, 10 en tenien dues, 22 en tenien tres, 42 en tenien quatre i 92 en tenien cinc o més. 132 habitatges disposaven pel capbaix d'una plaça de pàrquing. A 78 habitatges hi havia un automòbil i a 77 n'hi havia dos o més.

### Piràmide de població
La piràmide de població per edats i sexe el 2009 era:
| Homes | Edats   | Dones |
| ----- | ------- | ----- |
| 0     | 95 o +  | 0     |
| 4     | 90 a 94 | 0     |
| 8     | 85 a 89 | 8     |
| 0     | 80 a 84 | 8     |
| 4     | 75 a 79 | 8     |
| 12    | 70 a 74 | 4     |
| 16    | 65 a 69 | 12    |
| 12    | 60 a 64 | 8     |
| 4     | 55 a 59 | 0     |
| 12    | 50 a 54 | 8     |
| 20    | 45 a 49 | 8     |
| 20    | 40 a 44 | 28    |
| 16    | 35 a 39 | 16    |
| 8     | 30 a 34 | 16    |
| 16    | 25 a 29 | 8     |
| 16    | 20 a 24 | 12    |
| 52    | 15 a 19 | 12    |
| 16    | 10 a 14 | 24    |
| 8     | 5 a 9   | 0     |
| 8     | 0 a 4   | 4     |

## Economia
El 2007 la població en edat de treballar era de 232 persones, 184 eren actives i 48 eren inactives. De les 184 persones actives 159 estaven ocupades (90 homes i 69 dones) i 25 estaven aturades (10 homes i 15 dones). De les 48 persones inactives 20 estaven jubilades, 14 estaven estudiant i 14 estaven classificades com a «altres inactius».

### Ingressos
El 2009 a Martaizé hi havia 179 unitats fiscals que integraven 410,5 persones, la mediana anual d'ingressos fiscals per persona era de 14.685 €.

### Activitats econòmiques
Dels 16 establiments que hi havia el 2007, 1 era d'una empresa alimentària, 6 d'empreses de construcció, 3 d'empreses de comerç i reparació d'automòbils, 2 d'empreses de transport, 2 d'empreses d'hostatgeria i restauració, 1 d'una empresa immobiliària i 1 d'una empresa classificada com a «altres activitats de serveis».
Dels 10 establiments de servei als particulars que hi havia el 2009, 1 era una oficina de correu, 1 taller de reparació d'automòbils i de material agrícola, 1 paleta, 1 lampisteria, 3 electricistes, 2 restaurants i 1 saló de bellesa.
Dels 2 establiments comercials que hi havia el 2009, 1 era una fleca i 1 una carnisseria.
L'any 2000 a Martaizé hi havia 19 explotacions agrícoles que ocupaven un total de 1.496 hectàrees.

## Equipaments sanitaris i escolars
El 2009 hi havia una escola elemental.

## Poblacions més properes
El següent diagrama mostra les poblacions més properes.